# Alexander Ring
Alexander Ring (Helsinki, 9 de abril de 1991) es un futbolista finlandés que juega como centrocampista en el HJK Helsinki de la Veikkausliiga. Es internacional absoluto con la selección de fútbol de Finlandia desde 2011.

## Trayectoria
Alexander tenía tres años cuando se mudó a Alemania junto con su familia. Se integró a las divisiones menores del Bayer Leverkusen y regresó a su natal Finlandia en 2008. Al año siguiente, decidió formar parte del Klubi-04, equipo de reserva del HJK Helsinki, hasta que firmó contrato de manera profesional con el club en agosto de 2010. Fue prestado al Tampere United para el resto de la temporada para luego de su regreso a inicios de 2011, establecerse como el mediocentro defensivo titular del HJK Helsinki a pesar de su corta edad.
El 26 de septiembre de 2011 renovó su contrato con el HJK hasta 2015. En diciembre del mismo año surgieron rumores que lo vinculaba con el Borussia Mönchengladbach, club alemán que estaría dispuesto a desembolsar un millón de euros por Ring. Finalmente, los rumores llegaron a concretarse, el 5 de enero de 2012 el conjunto de la Bundesliga anunció la adquisición de Ring en calidad de cedido hasta verano de 2013, con opción de compra. El 10 de marzo de 2012, debutó en la máxima división alemana frente al Friburgo y el 21 de agosto, anotó su primer gol en la derrota por 1-3 frente al Dinamo de Kiev, en un encuentro válido por la ronda de play-offs de la Liga de Campeones de la UEFA 2012-13.

## Selección nacional
Ha sido internacional con la selección de fútbol de Finlandia, con la cual ha disputado 44 partidos y anotado dos goles.
Su buena performance en la Veikkausliiga y en la Copa de la Liga de Finlandia le valieron la convocatoria a la selección por parte de Mixu Paatelainen en mayo de 2011. Su debut con la selección absoluta se produjo el 7 de junio de 2011 en la derrota por 5-0 ante Suecia. El 11 de octubre, su compatriota Roman Eremenko describió a Ring como un futuro jugador clave para la selección. "Conocí a Alex cuando llegó a la selección, pero nunca lo había visto jugar antes. Cuando llegó, se hizo obvio que él llegó para quedarse. Juega sin miedo."

## Clubes
| Club                              | País           | Año       |
| --------------------------------- | -------------- | --------- |
| Klubi-04                          | Finlandia      | 2009      |
| HJK Helsinki                      | Finlandia      | 2010-2013 |
| Tampere United (cedido)           | Finlandia      | 2010      |
| Borussia Mönchengladbach (cedido) | Alemania       | 2012-2013 |
| 1. F. C. Kaiserslautern           | Alemania       | 2013-2017 |
| New York City F. C.               | Estados Unidos | 2017-2020 |
| Austin F. C.                      | Estados Unidos | 2021-2024 |
| HJK Helsinki                      | Finlandia      | 2025-     |

## Palmarés

### Títulos nacionales
| Título            | Club         | País      | Año  |
| ----------------- | ------------ | --------- | ---- |
| Veikkausliiga     | HJK Helsinki | Finlandia | 2010 |
| Veikkausliiga     | HJK Helsinki | Finlandia | 2011 |
| Copa de Finlandia | HJK Helsinki | Finlandia | 2011 |